# Ernst Friedrich Richter

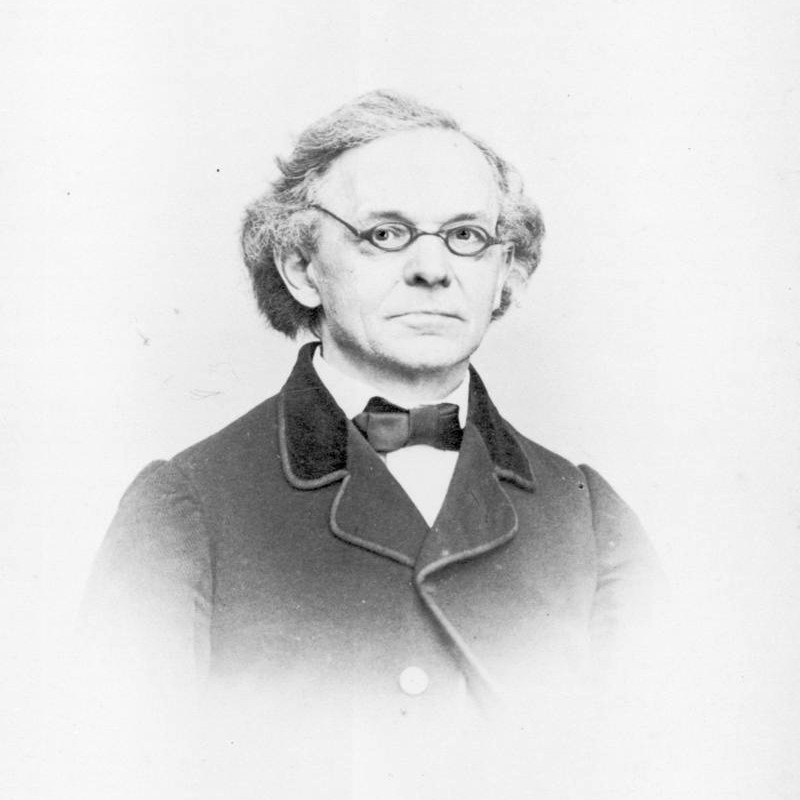
Ernst Friedrich Richter

Ernst Friedrich Eduard Richter (Großschönau, 24 ottobre 1808 – 9 aprile 1879) è stato un musicista tedesco, insegnante di teoria musicale.

## Biografia
Iniziò lo studio della musica a Zittau e lo completò a Lipsia, dove ottenne una così alta reputazione che nel 1843 venne nominato professore di armonia e contrappunto al conservatorio di musica, appena fondato da Felix Mendelssohn. Alla morte di Moritz Hauptmann, il 3 gennaio 1868, venne eletto cantor della Thomasschule zu Leipzig, dirigendo il Thomanerchor, posizione che tenne fino alla sua morte.
Egli è noto per tre opere di teoria musicale: Lehrbuch der Harmonie, Lehre vom Contra punct e Lehre von der Fuge, libri di testo noti agli studenti di lingua inglese grazie alla traduzione di Franklin Taylor.
"Ernst Friedrich [Eduard] Richter [(1808-1879)]...Le sue composizioni comprendono salmi per coro e orchestra, mottetti, due messe, uno Stabat Mater (solo voci), canzoni, quartetti d'archi e sonate, oltre a pezzi per organo e pianoforte. Ma sono i trattati di teoria musicale che hanno reso celebre il nome del Professor Richter. Come già menzionato, sono state già stampate due edizioni in lingua inglese: una a Londra (stampata senza permesso di Richter, tra l'altro) da Franklin Taylor, che non deve in alcun modo essere accettata come traduzione, ma semplicemente come un adattamento molto moderato; l'altra, purtroppo poco conosciuta in questo paese, stampata con il consenso di Richter da John P. Morgan, a New York. Quest'ultima traduzione è più accurata e crea un forte contrasto con l'edizione inglese. Lo scorso Venerdì Santo, nell 150º anniversario della prima esecuzione della Passione secondo Matteo di Bach, il vecchio caro cantore ed amato professore [Richter] è stato posto nel suo ultimo riposo, accompagnato alla sua tomba dal suono solenne del bel coro, Jesu, meine Zuversicht. Maggior rammarico raramente ha riempito il cuore di coloro che erano radunati in piedi intorno alla tomba di un musicista. Ancora una volta le voci del suo coro si sono alzate cantando la bella melodia di Bach Wenn ich eimmal soil scheiden, e poi con un ultimo sguardo alla sua bara la folla si disperse. Ma se vi recate al luogo del suo ultimo riposo, la memoria di molti di noi lo custodirà a lungo, come uno degli artisti più veri, il musicista più profondo e ottimo maestro che abbiamo mai incontrato, risponde al nome di Ernst Friedrich Richter.—London Mn. [sic. Morning] Standard, 26 April [1879]" John Sullivan Dwight. Dwight's Journal of Music, Page 83, 1880. (Boston: Dwight's Journal of Music. 1880.) Rev. John Sullivan Dwight (1812–1893). John Paul Morgan (1841–1879).
Il metodo di istruzione di Richter — e l'approccio globale accademico all'educazione armonica — fu criticato da Arnold Schönberg nel suo testo del 1911, Harmonielehre, or Theory of Harmony. Schoenberg denunciò l'isolamento della teoria armonica, del contrappunto e della forma nella formazione compositiva come un approccio "ingenuo e primitivo" alla composizione.